# Svistella yayun
Svistella yayun — вид прямокрилих комах родини тригоніїд (Trigonidiidae). Описаний у 2024 році.

## Назва
Видовий епітет yayun походить з китайського фонетичного алфавіту,де кит.: 雅韵 означає «прекрасна музика».

## Поширення
Ендемік Китаю. Поширений у Тибеті.

## Опис
Вид характеризується наступним чином: розмір тіла від малого до середнього для роду; темно-коричневі щетинки на 5 сегменті верхньощелепної пальпи; малий, внутрішній тимпан; задня стегнова кістка без чорної смуги; надкрилце одноколірне. Він морфологічно подібний до Svistella rufonotata, але відрізняється тим, що має темно-коричневі щетинки на 5-му сегменті верхньощелепної пальпи, ектопарамер із заокругленим кутом і меншу внутрішню барабанну перетинку.